# 1972年の台風
1972年の台風（1972ねんのたいふう、太平洋北西部で発生した熱帯低気圧）のデータ。
台風1号は早くも1月6日に発生し、年間の台風の総数は31個とかなり多くなった。
日本には11個の台風が接近したが、うち3個は上陸台風であった。特に、9月に上陸した台風20号による被害は大きかった。
7月の台風7号は、複雑な動きをしたことにより、1951年の統計開始以来1位の長寿台風となった。
さらに、台風9号も日付変更線付近で発生しオホーツク海高気圧の影響を受けゆっくりと西進したために長寿台風となった。

## 台風の発生数
| 発生数が多い年 | 発生数が多い年                     | 発生数が多い年 | 発生数が少ない年 | 発生数が少ない年                                 | 発生数が少ない年 |
| 順位           | 年                                 | 発生数         | 順位             | 年                                               | 発生数           |
| -------------- | ---------------------------------- | -------------- | ---------------- | ------------------------------------------------ | ---------------- |
| 1              | 1967年                             | 39             | 1                | 2010年                                           | 14               |
| 2              | 1994年 1971年                      | 36             | 2                | 1998年                                           | 16               |
| 4              | 1966年                             | 35             | 3                | 2023年                                           | 17               |
| 5              | 1964年                             | 34             | 4                | 1969年                                           | 19               |
| 6              | 1989年 1974年 1965年               | 32             | 5                | 2011年 2003年 1977年 1975年 1973年 1954年 1951年 | 21               |
| 9              | 2013年 1992年 1988年 1972年 1958年 | 31             |                  |                                                  |                  |

## 月別の台風発生数
| 1月 | 2月 | 3月 | 4月 | 5月 | 6月 | 7月 | 8月 | 9月 | 10月 | 11月 | 12月 | 年間 |
| --- | --- | --- | --- | --- | --- | --- | --- | --- | ---- | ---- | ---- | ---- |
| 1   |     |     |     | 1   | 3   | 6   | 5   | 5   | 5    | 3    | 2    | 31   |

## 「台風」に分類されている熱帯低気圧

### 台風1号（キット）
197201・01W・アシアン-ビリン
| 順位 | 名称              | 国際名  | 発生日時          |
| ---- | ----------------- | ------- | ----------------- |
| 1    | 平成31年台風第1号 | Pabuk   | 2019年1月1日 15時 |
| 2    | 昭和54年台風第1号 | Alice   | 1979年1月2日 9時  |
| 3    | 昭和30年台風第1号 | Violet  | 1955年1月2日 15時 |
| 4    | 平成30年台風第1号 | Bolaven | 2018年1月3日 9時  |
| 5    | 昭和32年台風第1号 | ‐       | 1957年1月3日 15時 |
| 6    | 平成25年台風第1号 | Sonamu  | 2013年1月3日 21時 |
| 7    | 昭和60年台風第1号 | Fabian  | 1985年1月5日 21時 |
| 8    | 昭和47年台風第1号 | Kit     | 1972年1月6日 9時  |
| 8    | 平成4年台風第1号  | Axel    | 1992年1月6日 9時  |
| 10   | 昭和60年台風第2号 | Elsie   | 1985年1月7日 15時 |

### 台風2号（ローラ）
197202・03W

### 台風3号（メイミー）
197203・05W

### 台風4号（ニーナ）
197204・04W

### 台風5号（オーラ）

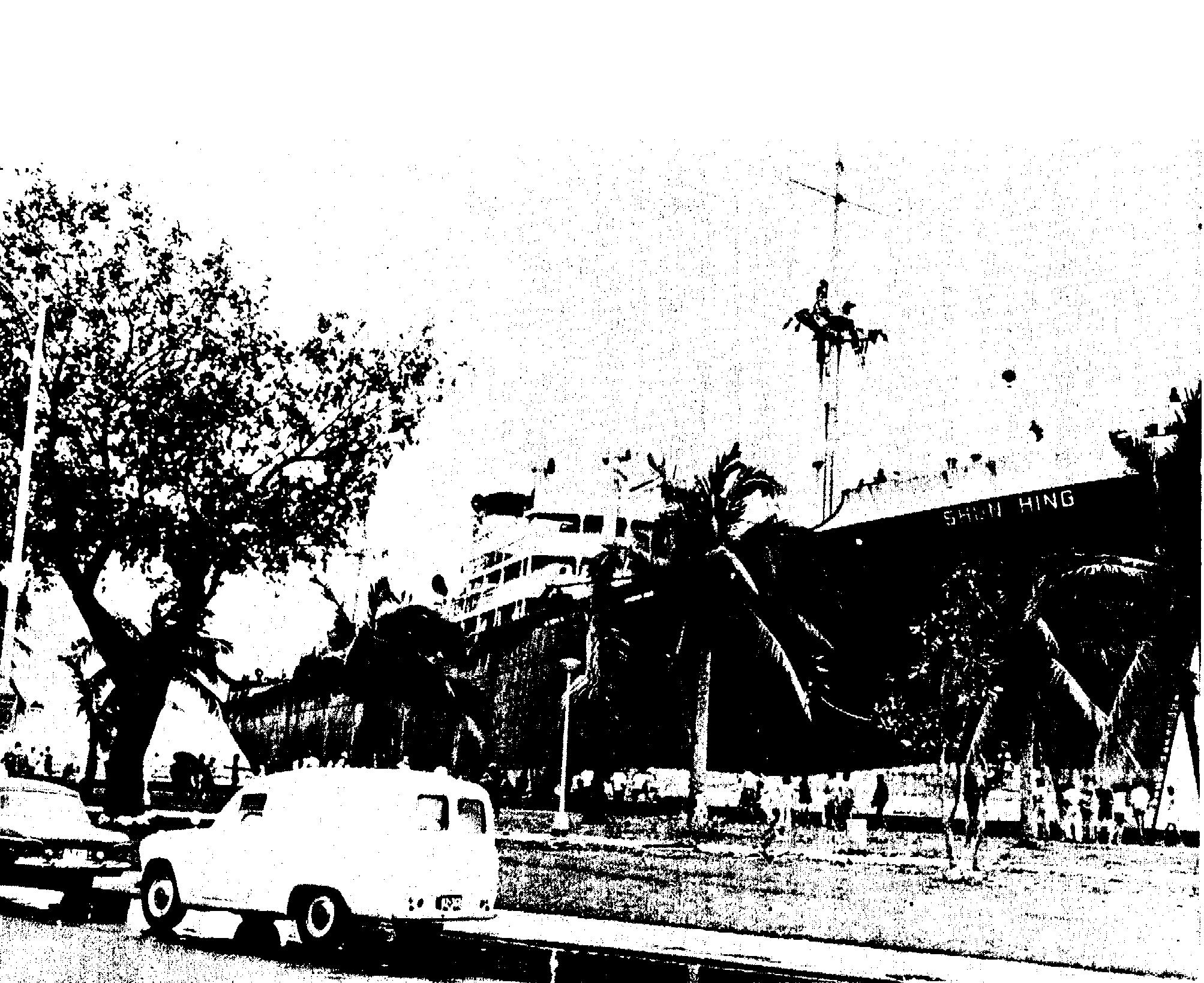
台風により座礁した船

197205・06W・コンシン

### 台風6号（フィリス）
197206・07W

### 台風7号（リタ）
197207・08W・グロリン

### 台風8号（スーザン）
197208・09W・イデン

### 台風9号（テス）
197209・10W
| 順位 | 名称               | 国際名 | 台風期間   | 発生日時           | 消滅日時            |
| ---- | ------------------ | ------ | ---------- | ------------------ | ------------------- |
| 1    | 平成29年台風第5号  | Noru   | 19日0時間  | 2017年7月20日 21時 | 2017年8月8日 21時   |
| 1    | 昭和47年台風第7号  | Rita   | 19日0時間  | 1972年7月7日 21時  | 1972年7月26日 21時  |
| 3    | 昭和42年台風第22号 | Opal   | 18日6時間  | 1967年8月30日 9時  | 1967年9月17日 15時  |
| 4    | 昭和61年台風第14号 | Wayne  | 17日18時間 | 1986年8月18日 15時 | 1986年9月6日 21時   |
| 5    | 昭和47年台風第9号  | Tess   | 15日12時間 | 1972年7月9日 3時   | 1972年7月24日 15時  |
| 6    | 平成9年台風第28号  | Paka   | 14日12時間 | 1997年12月8日 3時  | 1997年12月22日 15時 |
| 6    | 平成6年台風第31号  | Verne  | 14日12時間 | 1994年10月18日 9時 | 1994年11月1日 21時  |
| 6    | 昭和26年台風第20号 | Amy    | 14日12時間 | 1951年12月3日 9時  | 1951年12月17日 21時 |
| 9    | 平成4年台風第30号  | Gay    | 14日6時間  | 1992年11月16日 3時 | 1992年11月30日 9時  |
| 10   | 平成15年台風第2号  | Kujira | 14日3時間  | 2003年4月11日 9時  | 2003年4月25日 12時  |

### 台風10号（ヴィオラ）
197210・11W

### 台風11号
197211

### 台風12号（ウィニー）
197212・12W・イサン

### 台風13号（アリス）
197213・13W

### 台風14号（ベティ）
197214・14W・マリン

### 台風15号（コラ）
197215・15W

### 台風16号（ドリス）
197216・16W

### 台風17号（エルシー）
197217・17W

### 台風18号（フロッシー）
197218・18W・ニタン

### 台風19号（グレイス）
197219・19W・オサン

### 台風20号（ヘレン）
197220・20W・パリン

### 台風21号（アイダ）
197221・22W

### 台風22号（キャシー）
197222・23W

### 台風23号（ローナ）
197223・24W

### 台風24号（マリー）
197224・25W

### 台風25号（ナンシー）
197225・26W

### 台風26号（オルガ）
197226・27W

### 台風27号（パメラ）
197227・28W・トヤン

### 台風28号（ルビー）
197228・30

### 台風29号（サリー）
197229・29W
マレー半島北部に上陸し、そのまま勢力を保ってベンガル湾に抜けた。南シナ海を西に進む台風は、ベトナムに上陸することが非常に多く、滅多にマレー半島北部には達しないが、この台風は珍しくマレー半島北部にまで達した。

### 台風30号（テレーズ）
197230・30W・アンダン

### 台風31号（ヴァイオレット）
197231・31W